# Claude Lefort
Claude Lefort (21 de abril de 1924 - 3 de octubre de 2010) fue un filósofo francés conocido por su reflexión sobre la noción de totalitarismo, a partir de la cual construyó entre los años 1960 y 1970 una filosofía de la democracia como el régimen político donde el poder es un lugar vacío, inacabado, siempre construyéndose donde se alternan las opiniones y los intereses divergentes.
Antiguo director de estudios en la École des hautes études en sciences sociales, era miembro del Centro de Investigaciones Políticas Raymond-Aron, perteneciente a esta escuela. Trabajó particularmente sobre Maquiavelo, Merleau-Ponty y sobre los regímenes del bloque del Este. Es uno de los pensadores más importantes del antitotalitarismo.

## Carrera
Lefort se convirtió en marxista en su juventud bajo la influencia de su maestro Maurice Merleau-Ponty, pero se mantuvo crítico respecto a la Unión Soviética y se implicó en el movimiento trotskista. En 1947 rompió con el trotskismo y fundó con Cornelius Castoriadis la revista Socialisme ou barbarie, donde escribió con el seudónimo «Claude Montal».
Ingresó en la asociación francesa de filosofía en 1949 y obtuvo un doctorado en letras y humanidades. Enseñó sucesivamente en La Sorbona, en la Universidad de Caen y en la EHESS. 
En el seno del grupo Socialisme ou barbarie, participó en un movimiento de desmitificación del marxismo. Socialisme ou barbarie considera a la URSS como un estado que practica el capitalismo de estado y proporciona apoyo a las revueltas antiburocráticas de Europa del este; en particular, a la Insurrección de Budapest de 1956. 
Trabajó sobre la obra de Maquiavelo, publicando Le Travail de l’œuvre. Eso lo lleva a preguntarse sobre la diversidad social, de opinión y la democracia. De 1976 a 1990 fue director de estudios en la École des hautes études en sciences sociales.
En los años 70, desarrolló su trabajo sobre los regímenes burocráticos de Europa del este. Leyó el libro Archipiélago Gulag y publicó un libro sobre su autor, Aleksandr Solzhenitsyn. Sus principales conclusiones sobre el totalitarismo estalinista se publicaron en 1981 en un trabajo titulado L’Invention démocratique.

## Concepción del totalitarismo
Lefort forma parte de los teóricos de la política que consideran el totalitarismo como una categoría política nueva, diferente en su esencia de todas las categorías empleadas desde la Grecia clásica, como las nociones de dictadura o tiranía. Además, contrariamente a autoras como Hannah Arendt que limitan el término al Tercer Reich y a la URSS entre 1936 y 1953, Lefort lo aplica a los regímenes de Europa del este en la segunda mitad del siglo XX, una época en la que el terror, un elemento central del totalitarismo en otros autores, había perdido su dimensión paroxística.
Es al estudiar dichos regímenes y tras la lectura de la obra de Aleksandr Solzhenitsyn cuando Lefort desarrolla su análisis del totalitarismo, que aunque sin ser teorizado en una obra unificada, se expone en La invención democrática. Los límites de la dominación totalitaria (1981), una selección de artículos escritos entre 1957 y 1980.